# Arapski konj
Arapski konj (arap. الحصان العربي , DMG ḥiṣān ʿarabī) rasa je konja koja potiče sa Arabijskog poluostrva. Sa karakterističnim oblikom glave i visoko postavljenim repom, arapski konj je jedna od najprepoznatljivijih pasmina konja na svetu. Takođe je jedna od najstarijih rasa, sa arheološkim dokazima o konjima na Bliskom Istoku koji podsećaju na moderne arapske konje od pre 4.500 godina. Kroz istoriju, arapski konji su se raširili po svetu putem rata i trgovine, korišteni su za poboljšanje drugih rasa dodavanjem brzine, profinjenosti, izdržljivosti i jakih kostiju. Danas se arapske krvne loze nalaze u gotovo svakoj modernoj rasi konja za jahanje.

## Karakteristike rase
Arapski konji imaju rafinirane, klinaste glave, široka čela, velike oči, velike nozdrve i male njuške. Većina prikazuje karakterističan konkavni ili „razvučen” profil. Mnogi Arapski konji takođe imaju blago izbočenje čela između očiju, koje Beduini nazivaju jibbah, što pruža dodatni sinusni kapacitet, za koji se veruje da je pomogao arapskom konju u njegovoj rodnoj pustinjskoj klimi. Još jedna karakteristika pasmine je lučni vrat sa velikim, dobro postavljenim dušnikom na profinjenom, čistom grlnom zasunu. Ovakvu strukturu gornjeg i donjeg dela početka vrata Beduini nazivaju mitbah ili mitbeh. Kod idealnog arapskog konja vrat je dugačak, i to pruža fleksibilnost pri postavljanju uzda i prostor za dušnik.
Ostale karakteristike su relativno duga i ravna zadnja strana i prirodno visok rep. Standard pasmine prema USEF zahteva da Arapski konji imaju čvrste kosti i standardnu pravilnu konformaciju kopitara. Dobro uzgajani arapski konji imaju duboke, dobro zaobljene kukove i dobro postavljena ramena. U okviru pasmine postoje varijacije. Neke jedinke imaju šire, snažnije mišićave zadnje delove pogodne za intenzivne nalete aktivnosti u događajima kao što je takmičarsko jahanje, dok drugi imaju duže, mršavije mišiće koji su pogodniji za dugačke etape ravnomernog rada, kao što su jahanje izdržljivosti ili trke konja. Većina ima kompaktno telo sa kratkim leđima. Arapski konji obično imaju guste, jake kosti i dobre zidove kopita. Posebno su poznati po svojoj izdržljivosti, i superiornost pasmine u takmičenju u jahačkoj izdržljivosti pokazuje da su dobro uzgajeni arapski konji snažna i zdrava rasa vrhunske izdržljivosti. Na međunarodnim FEI sponzorisanim nadmetanjima izdržljivosti, arapski i polu-arapski konji su dominantni izvođači u takmičenju na daljinu.

## Literatura
- „America's First Lady of Arabs: Bazy Tankersley and the Horses of Al-Marah”. Women and Horses. 1 (3). 2005.
- Ammon, Karl Wilhelm (1993). Historical Reports on Arab Horse Breeding and the Arabian Horse: Collected Reports from Early Travellers to Arabia. Превод: H. Staubli. Georg Olms Verlag. ISBN 978-3-487-08261-5.
- Archer, Rosemary (1992). The Arabian Horse. Allen Breed Series. London: J. A. Allen. ISBN 978-0-85131-549-2.
- Archer, Rosemary; Pearson, Colin; Covey, Cecil (1978). The Crabbet Arabian Stud: Its History and Influence. Northleach. Gloucestershire: Alexander Heriot & Co. Ltd. ISBN 978-0-906382-00-4.
- Barrie, Douglas M. (1956). The Australian Bloodhorse. Sydney: Angus & Robertson.
- Beaver, Bonnie V. G.; Sponenberg, D. Phillip (1983). Horse color. College Station: Texas A&M University Press. стр. 98. ISBN 978-0-89096-155-1.
- Bennett, Deb. (1998). Conquerors: The Roots of New World Horsemanship (1st изд.). Lincoln: Amigo Publications Inc. ISBN 978-0-9658533-0-9.
- Blazyczek, I.; H. Hamann; B. Ohnesorge; E. Deegen; O. Distl (2004). „Inheritance of Guttural Pouch Tympany in the Arabian Horse”. Journal of Heredity. 95 (3): 195—9. PMID 15220385. doi:10.1093/jhered/esh041. Приступљено 3. 12. 2007.
- Bowling, A. T.; A. Del Valle; M. Bowling (2000). „A pedigree-based study of mitochondrial d-loop DNA sequence variation among Arabian horses”. Animal Genetics. 31 (1): 1—7. PMID 10690354. doi:10.1046/j.1365-2052.2000.00558.x.
- Carpenter, Marian K.; Close, Pat (1999). Arabian Legends: Outstanding Arabian Stallions and Mares. Colorado Springs, CO: Western Horseman. ISBN 978-0-911647-48-8.
- Chamberlin, J. Edward (2006). Horse: How the Horse Has Shaped Civilizations. Bluebridge. ISBN 978-0-9742405-9-6.
- Cyrino, Monica Silveira (2005). Big Screen Rome. Blackwell Publishing. ISBN 978-1-4051-1684-8.
- Derry, Margaret Elsinor (2003). Bred for Perfection: Shorthorn Cattle, Collies, and Arabian Horses since 1800. Baltimore: Johns Hopkins University Press. ISBN 978-0-8018-7344-7.
- Derry, Margaret Elsinor (2006). Horses in Society: A Story of Animal Breeding and Marketing, 1800–1920. Toronto: University of Toronto Press. ISBN 978-0-8020-9112-3.
- Edwards, Gladys Brown (1973) [1966, 1967]. Anatomy and Conformation of the Horse. Dreenan Press, Ltd. ISBN 978-0-88376-025-3.
- Edwards, Gladys Brown (1973). The Arabian: War Horse to Show Horse (Revised Collector's изд.). Covina, California: Rich Publishing, Inc.
- Staff, Equus (2007). „Good news about recovery from foal epilepsy”. Equus. 335. citing Aleman, Monica (2006). „Juvenile idiopathic epilepsy in Egyptian Arabian foals: 22 cases (1988–2005)”. Journal of Veterinary Internal Medicine. 20 (6): 1443. doi:10.1892/0891-6640(2006)20[1443:jieiea]2.0.co;2.
- Fanelli, H.H. (2005). „Coat Color Dilution Lethal ("lavender foal syndrome"): A Tetany Condition of Arabian Foals”. Equine Veterinary Education. 17 (5): 260. doi:10.1111/j.2042-3292.2005.tb00386.x.
- Forbis, Judith (1976). The Classic Arabian Horse. New York: Liveright. ISBN 978-0-87140-612-5.
- Francaviglia, Richard; Rodnitzky, Jerry; Peter C. Rollins; Robert A. Rosenstone (2007). Lights, camera, history: portraying the past in film. Texas A&M University Press. ISBN 978-1-58544-580-6.
- General Stud Book. London: C. & J. Weatherby. 1858. OCLC 58896847.
- Goodwin-Campiglio, Lisa; Minnich, Beth; Wahler, Brenda; AHA Equine Stress (2007). Research Education Committee. „Caution and Knowledge” (PDF). Modern Arabian Horse: 100—105. Архивирано из оригинала (PDF) 3. 3. 2009. г. Приступљено 1. 10. 2008.
- Gordon, Coralie (2006). „A Condensed History of the Arabian Horse Society of Australia”. Arabian Lines. Архивирано из оригинала 17. 5. 2008. г. Приступљено 28. 5. 2008.
- Gower, Jeanette (2000). Horse Color Explained. North Pomfret, Vt: Trafalgar Square Publishing. ISBN 978-1-57076-162-1.
- Greely, Margaret (1975). Arabian Exodus (Revised edition 1985 изд.). London: J A Allen. ISBN 978-0-85131-223-1.
- Green, Betty Patchin; Heidrich, Susann (1986). „The Arabian Horse in America”. Saudi Aramco World. Архивирано из оригинала 29. 8. 2008. г. Приступљено 28. 5. 2008.
- Harrigan, Peter (2001). „The Polish Quest For Arabian Horses”. Saudi Aramco World. Архивирано из оригинала 20. 11. 2008. г. Приступљено 28. 5. 2008.
- Hur, Ben (1946). „Washington's Best Saddle Horse”. Western Horseman. Архивирано из оригинала 21. 11. 2008. г. Приступљено 28. 5. 2008.
- Jobbins, Jenny (2004). „Straight Down the Line”. Al-Ahram Weekly Online (717). Архивирано из оригинала 13. 10. 2010. г. Приступљено 11. 8. 2010.
- Lumpkin, Susan (1999). „Camels: Of Service and Survival”. Zoogoer. Архивирано из оригинала 23. 5. 2008. г. Приступљено 28. 5. 2008.
- Marcella, Kenneth L. (30. 1. 2006). „The mysterious guttural pouch”. Thoroughbred Times. Архивирано из оригинала 22. 4. 2008. г. Приступљено 12. 3. 2008.
- Mazzawi, Rosalind (1986). „The Arabian Horse in Europe”. Saudi Aramco World. 37 (2). Архивирано из оригинала 16. 6. 2009. г. Приступљено 12. 9. 2009.
- Parry, Nicola (2005). „xc overo/lethal white”. Compendium. 27 (12). Архивирано из оригинала 08. 11. 2007. г. Приступљено 11. 1. 2008.
- Patten, John W. (1959). The Light Horse Breeds: Their Origin, Characteristics, and Principal Uses. New York: Bonanza Books.
- Parkinson, Mary Jane (2006). Gladys Brown Edwards: Artist, Scholar, Author. Cambria, California: Arabian Horse World. ISBN 978-1-929164-38-7.
- Pavord, Marcy; Pavord, Tony (2001). Handling and Understanding the Horse. Globe Pequot. ISBN 978-1-58574-369-8.
- Plumb, Charles Sumner (1920). Types and Breeds of Farm Animals. Ginn.
- Rashid, Mark (1996). A Good Horse Is Never a Bad Color. Lincoln: Johnson Printing.
- Raswan, Carl (1990) [1967, 1969]. The Raswan Index and Handbook for Arabian Breeders. Volume 1 (1990 изд.). Richmond, Virginia: The William Byrd Press.
- Roeder, Walter H. (1988). „Jadaan, The Sheik, and the Cereal Baron”. The Cal Poly Scholar. 1. Архивирано из оригинала 11. 10. 2012. г.
- Royo, LJ; Alvarez, I; Beja-Pereira, A; Molina, A; Fernández, I; Jordana, J; Gómez, E; Gutiérrez, JP; Goyache, F (2005). „The Origins of Iberian Horses Assessed via Mitochondrial DNA”. Journal of Heredity. 96 (6): 663—669. PMID 16251517. doi:10.1093/jhered/esi116. Приступљено 29. 5. 2008.
- Schofler, Patti (2004). „Daughters of the Desert” (PDF). Equestrian. Приступљено 28. 5. 2008.
- Schofler, Patti (2006). Flight Without Wings: The Arabian Horse and the Show World. Globe Pequot. ISBN 978-1-59228-800-7.
- Sponenberg, Dan Phillip (2003). Equine Color Genetics (2nd изд.). Blackwell Publishing. ISBN 978-0-8138-0759-1.
- Stewart, Gail (1995). The Arabian Horse. Capstone Press. ISBN 978-1-56065-244-1.
- Sumi, Akiko Motoyoshi. (2003). „"Contest as ceremony: A pre-Islamic Poetic Contest in horse description of Imru' Al-Qays vs 'Alqaman Al-Fahl" Quoting Letter of the Emir Abd-el-Kader to General E. Daumas in Daumas, The Horses of the Sahara.”. Description in Classical Arabic Poetry: Waṣf, Ekphrasis, and Interarts. Brill. ISBN 978-90-04-12922-1.
- Train, Amy (2006). „Thundering Down the Field”. Arabian Horse Magazine. 28 (6). ISSN 1543-8597.
- Upton, Peter; Amirsadeghi, Hossein; Rik van Lent (2006) [1998]. Arabians. Lincoln: First Chronicle Books. ISBN 978-0-8118-5401-6.
- Walker, Dawn (1997). „Lethal Whites: A Light at the End of the Tunnel”. Paint Horse Journal. Архивирано из оригинала 12. 12. 2007. г. Приступљено 11. 1. 2008.
- Watson AG, Mayhew IG (1986). „Familial congenital occipitoatlantoaxial malformation (OAAM) in the Arabian horse”. Spine. 11 (4): 334—9. PMID 3750063. doi:10.1097/00007632-198605000-00007.
- Wentworth, Judith Anne; Dorothea Blunt-Lytton. (1979). The Authentic Arabian Horse (3rd изд.). George Allen & Unwin Ltd.
- Budiansky, Stephen (1997). The Nature of Horses. Free Press. ISBN 978-0-684-82768-1.

## Spoljašnje veze
Registri i srodne organizacije
Obrazovne organizacije i članci